# Smilisca cyanosticta
Espèce
Synonymes
- Hyla phaeota cyanosticta Smith, 1953

Statut de conservation UICN

 NT  : Quasi menacé
Smilisca cyanosticta est une espèce d'amphibiens de la famille des Hylidae.

## Répartition
Cette espèce se rencontre de 200 à 1 200 m d'altitude dans le sud du Mexique dans les États de Veracruz, d'Oaxaca et de Chiapas, au Belize et au Guatemala,.

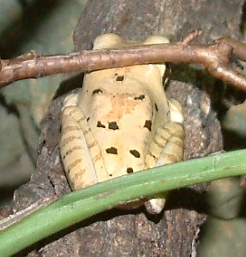
Smilisca cyanosticta

## Publication originale
- Smith, 1953 : A New Subspecies of the Treefrog Hyla phaeota Cope of Central America. Herpetologica, vol. 8, p. 150-152.